# Passatge de la Banca
El passatge de la Banca és un conjunt arquitectònic situat entre La Rambla de Barcelona i el carrer de Josep Anselm Clavé, catalogat com a bé cultural d'interès local. És un exemple d'un dels passatges que s'obriren en la segona meitat del segle xix a Ciutat Vella per tal d'obtenir més superfície edificable.

## Història
A mitjans del segle xix hi havia en aquest indret l'antiga Foneria de Canons, que va ser divida en tres parcel·les, dues de les quals van ser adquirides entre 1856 i 1857 per Lambert Fontanellas i Sala, marquès de Casa Fontanellas (una directament i l'altra a Francesc Murlanch), que en va cedir una part al Banc de Barcelona, propietari de la  tercera.
Entre 1860 i 1861, Lambert Fontanellas va adquirir la finca del carrer del Dormitori de Sant Francesc (actualment Josep Anselm Clavé), 3 als germans Francesc, Domènec i Josep Maria de Miquel i Mestanza de Santiesteban, i el 1864 va aportar els seus béns i el negoci de banca a la societat Fontanellas Germans, regida pel seu cunyat Antonio de Lara-Villada y Rodríguez, marquès de Villamediana, que aquell mateix any, i per a liquidar uns deutes, vengué els terrenys a Ignasi Girona i Agrafel, Miquel Martorell i Peña i Marià Casi i López. El 1865, aquests van fundar la Companyia General de Crèdit El Comercio, i van encarregar a l'arquitecte Antoni Rovira i Trias el projecte d'un passatge en forma de «L» a través de la propietat, amb una petita plaça octogonal irregular a l'angle, i també una entrada a la Rambla, que no es va arribar a fer.
El 1869, els germans Miquel, Francesc i Joan Martorell i Peña van adquirir a la comissió liquidadora de l'esmentada societat quatre solars a la part de la Rambla, i van encarregar el projecte de dos edificis a banda i banda del passatge a l'arquitecte Elies Rogent, que també feu  de contractista de l'obra per 300.000 pessetes. El 1872, un cop construïts, Miquel es va quedar amb el dels núms. 1-3, i Francesc i Joan es van repartir per meitats el dels núms. 2-4.

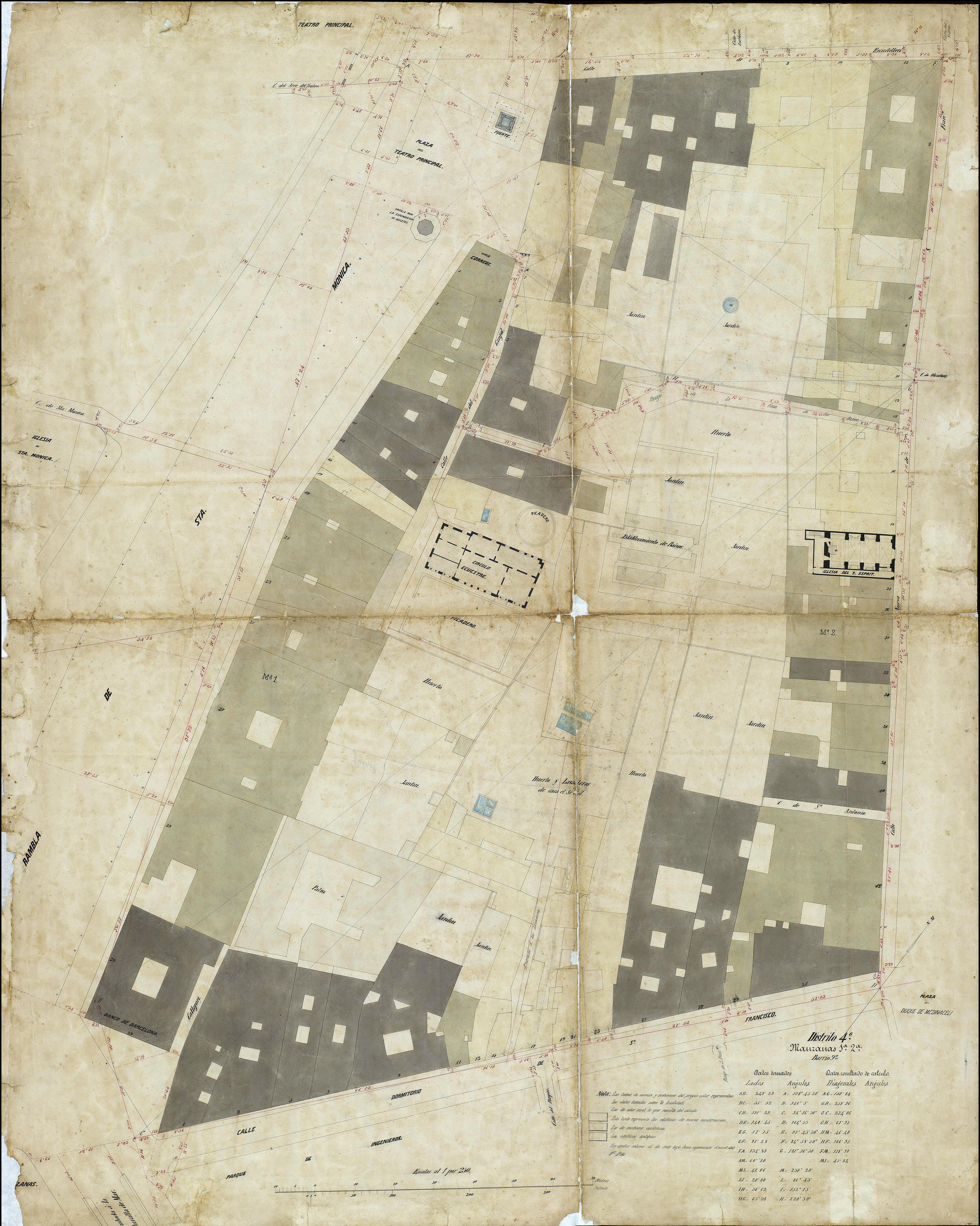
Quarteró núm. 112 de Garriga i Roca (c. 1860)

## Descripció
Es tracta de dos edificis idèntics de planta baixa, entresol, pis principal i dos pisos més, que se situen a l'inici del passatge de la Banca, emmarcant-lo des de la banda de La Rambla, on tenen les façanes principals. Els baixos estan articulats per quatre senzilles obertures que pertanyen a locals comercials, donat que l'entrada a l'edifici es fa per l'accés obert a la façana lateral, situada dins el passatge.
L'entresol compta amb balcons amb barana de ferro forjat. En el cas del pis principal, els quatre balcons estan units mitjançant una barana correguda de ferro que descansa sobre una llosana de pedra, la qual és sustentada per un grup de vuit mènsules. Tan sols estan decorats els frontons dels quatre balcons principals, amb un relleu vegetal molt estilitzat. La resta de balcons dels pisos superiors, a part de ser individuals, han perdut tota ornamentació. Un seguit de respiralls precedeixen la cornisa motllurada i recta. El parament és un estucat amb franges encoixinades als baixos, l'entresol i la cantonada; en canvi, a la resta de la façana és llis.